# Parapente motorizado

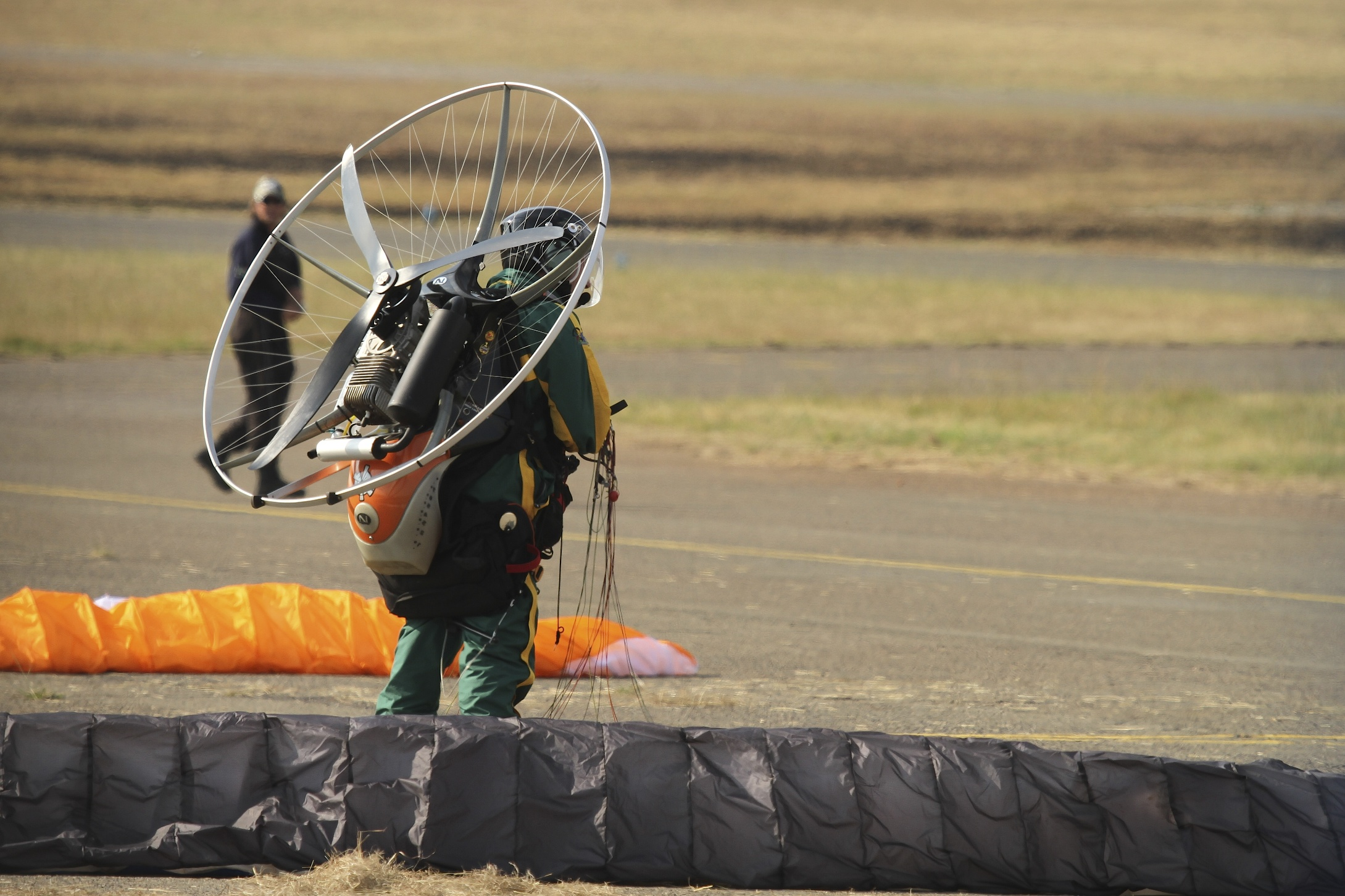
Paramotor en la espalda del piloto

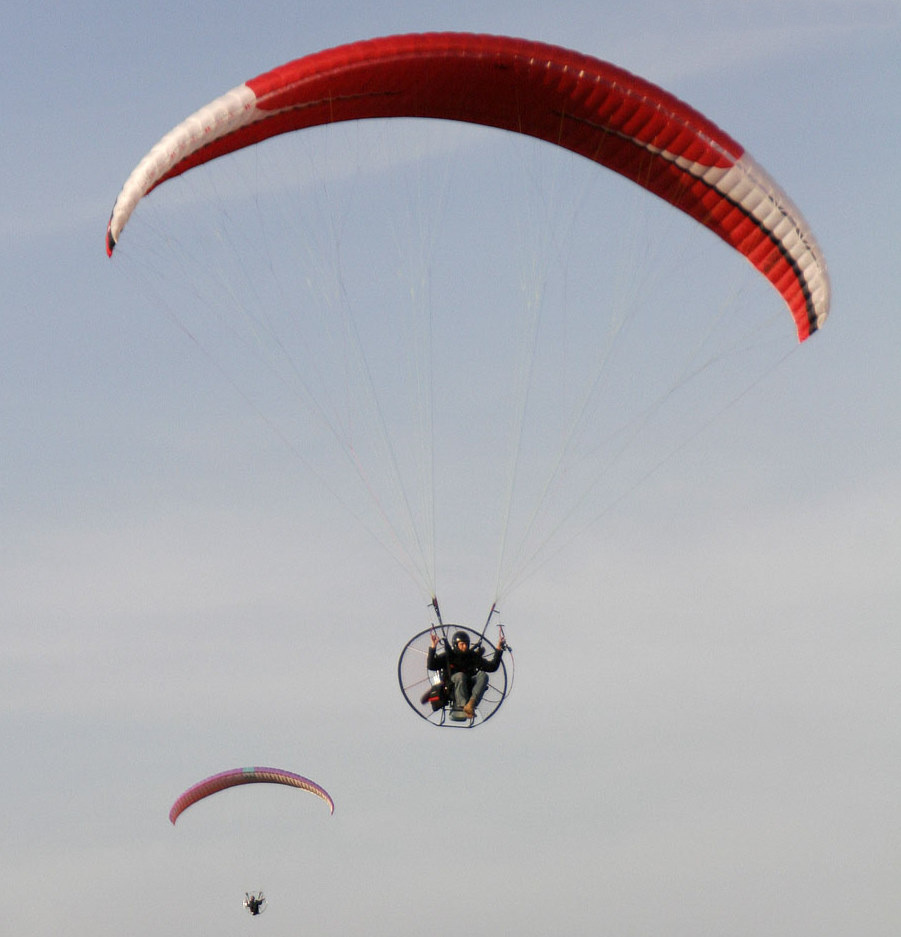
Dos parapentes motorizados en vuelo

Un parapente motorizado, (en inglés: PPG), es un tipo de parapente donde el piloto lleva un motor de mochila (un paramotor ) que proporciona suficiente empuje para despegar con un parapente. El piloto sólo puede arrojarlo en aire quieto y en tierra plana; no se necesita ayuda.
Puede despegar de forma independiente, sin la ayuda de otros. Se necesitan varias decenas de metros de espacio para el despegue, que es posible sin viento : estos dispositivos sólo requieren un mantenimiento mínimo y pueden despegar y aterrizar en muchos sitios, la única limitación son las condiciones meteorológicas y las habilidades del piloto. En algunos casos, se utiliza un paracaídas de emergencia adicional para mayor seguridad. 

## Descripción

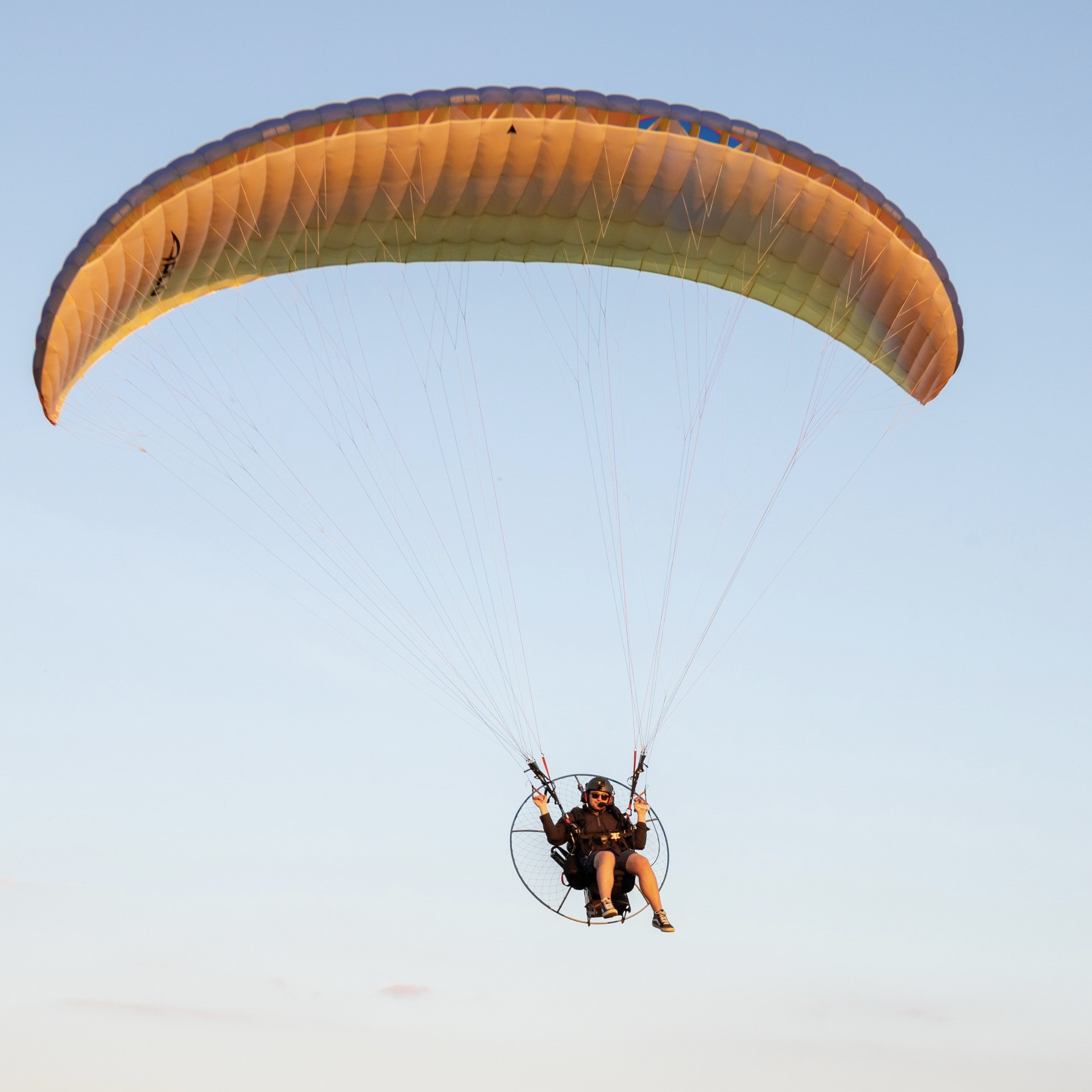
Un parapente motorizado con paramotor en pleno vuelo

En muchos países, incluyendo Estados Unidos, el parapente motorizado está mínimamente regulado y no requiere ninguna licencia. Se dice que la capacidad de volar bajo y lento con seguridad, la sensación “abierta”, los mínimos costes de equipo y mantenimiento y la portabilidad son los principales méritos de este tipo de vuelo. 
Un parapente motorizado vuela a una velocidad entre 25 y 70 km/h. La altura del vuelo suele ser inferior a 150 metros, la máxima es de unos 5000 metros.  Debido a la lenta velocidad de adelanto del paramotor y la naturaleza de un ala suave, es arriesgado operar con vientos fuertes, turbulencias o intensa actividad térmica, especialmente para pilotos sin experiencia.

## Uso civil
Los parapentes se utilizan normalmente para el esparcimiento personal, con algunas excepciones. Se han utilizado para la búsqueda y el rescate, el pastoreo de animales, la fotografía, la encuesta y otros usos, pero las regulaciones de la mayoría de países limitan las actividades comerciales.

## Uso militar
El parapente motorizado ha visto algunas aplicaciones militares, entre otras, por parte de los soldados de las fuerzas especiales y también la patrulla fronteriza en algunos gobiernos. El regimiento aerotransportado libanés adoptó esta técnica en 2008. El ejército de EE. UU. y el ejército egipcio han utilizado unidades de la serie Paramotor Inc. FX durante muchos años, y estas unidades todavía están en producción.  Durante el inicio de la guerra entre Israel y Hamás de 2023, los militantes de Hamás utilizaron parapentes motorizados para infiltrarse en el sur de Israel, muchos de los cuales se utilizaron en la masacre del festival de música de Re'im . 

## Seguridad y normativa
La investigación calcula que la actividad es algo más segura (menos víctimas mortales por cada mil participantes al año) que ir en moto y más peligrosa que ir en coche.  La causa más probable de lesiones graves es el contacto corporal con una hélice que gira. La siguiente causa más probable de lesión es volar hacia otra cosa que no sea la zona de aterrizaje.  Algunos países disponen de estadísticas detalladas sobre accidentes, por ejemplo, en Alemania en el 2018, unos 36.000 pilotos de parapente motorizado registraron 232 accidentes, en los que 109 causaron heridas graves y 9 fueron mortales. 

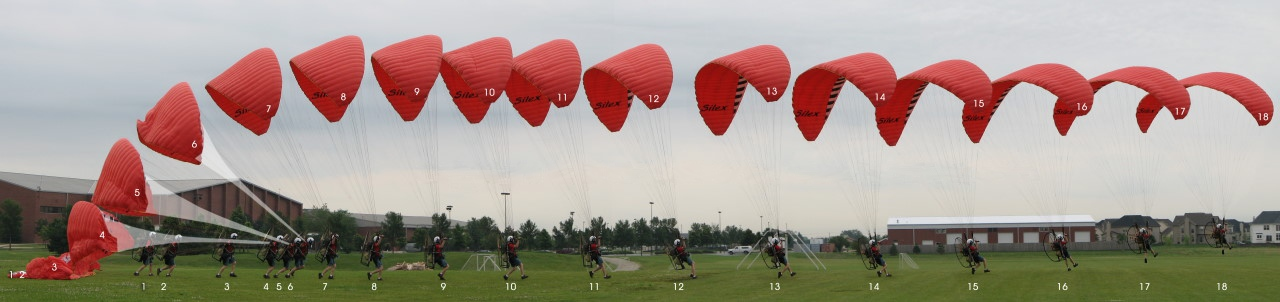
Lanzamiento de un parapente motorizado

## Galería

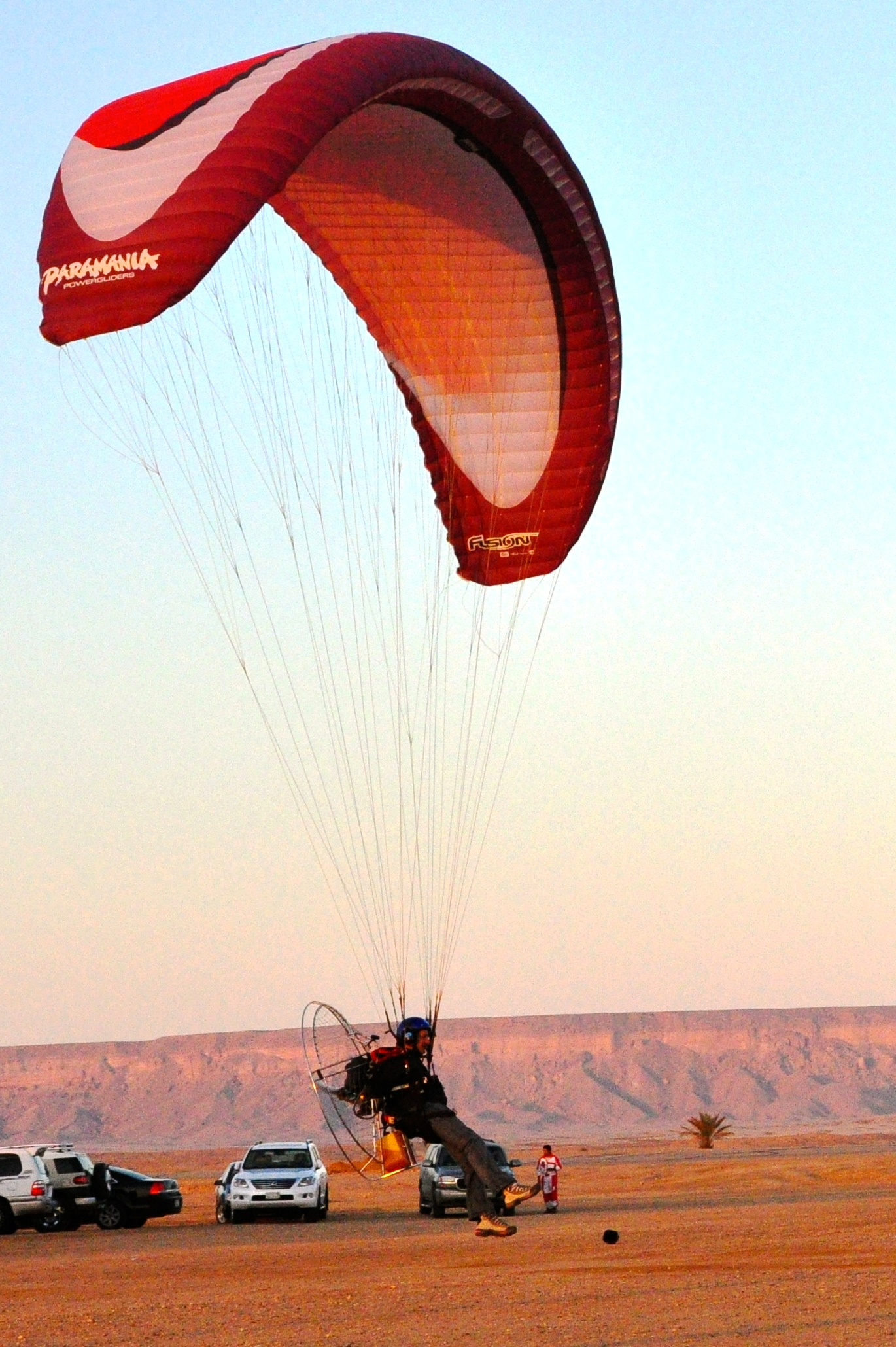
Aterrizaje de un parapente motorizado
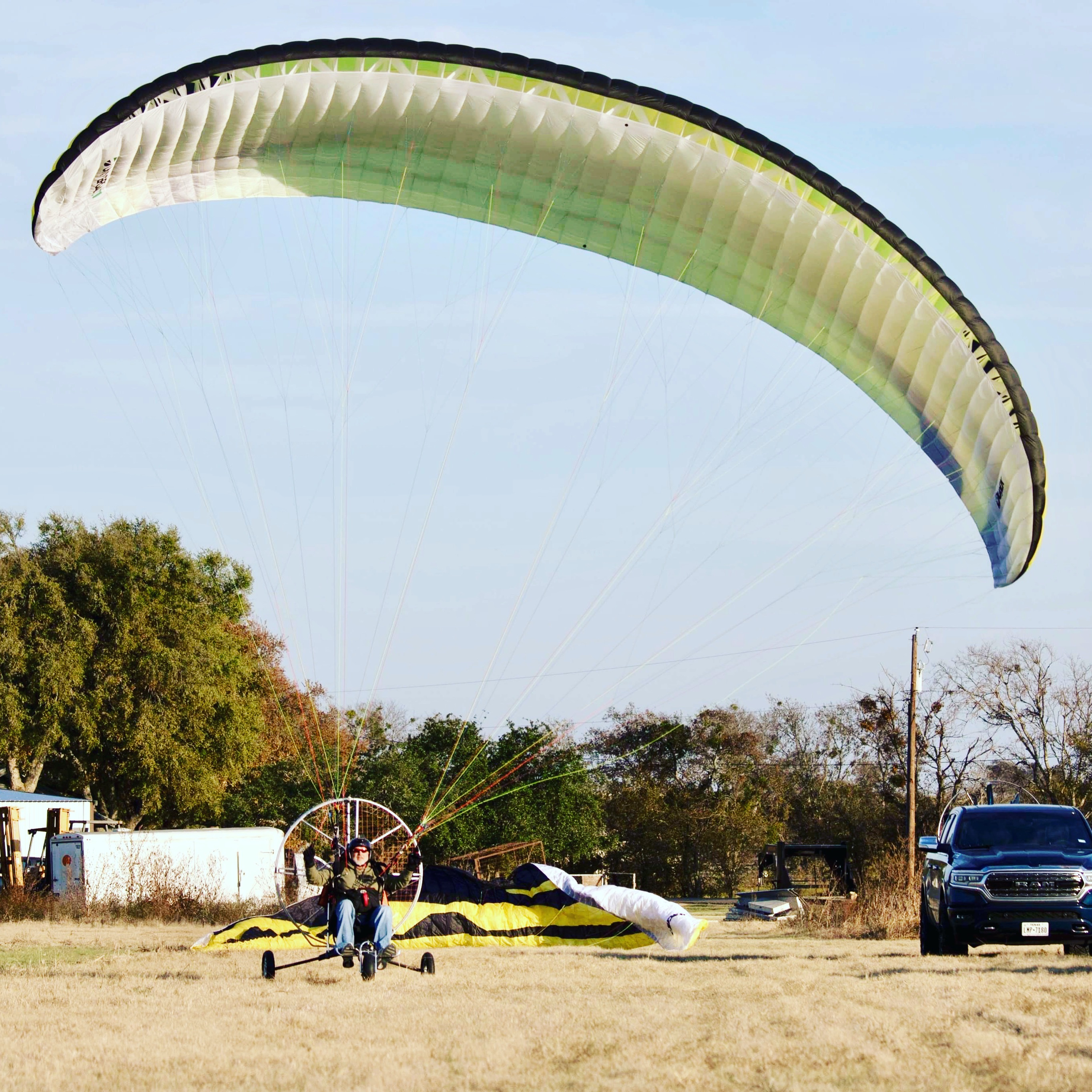
Despegue de un parapente-tricículo eléctrico